# Provincia di Saucarí
La provincia di Saucarí è una delle 16 province del dipartimento di Oruro nella Bolivia occidentale. Il capoluogo è la città di Toledo.
Al censimento del 2001 possedeva una popolazione di 7.763 abitanti.

## Geografia antropica

### Suddivisioni amministrative
La provincia è formata dal comune di Toledo